# Brachiaria advena
Brachiaria advena är en gräsart som beskrevs av Joyce Winifred Vickery. Brachiaria advena ingår i släktet Brachiaria och familjen gräs. Inga underarter finns listade i Catalogue of Life.